# روابط ارمنستان و تاجیکستان
روابط ارمنستان و تاجیکستان اشاره به روابط دوجانبه دیپلماتیک میان ارمنستان و تاجیکستان دارد. این دو کشور در تعدادی از سازمان‌های بین‌المللی و منطقه ای مانند سازمان ملل، کشورهای مستقل همسود، سازمان پیمان امنیت جمعی و اتحادیه اقتصادی اوراسیا حضور دارند. ارمنستان از طریق سفارت خود در عشق آباد، ترکمنستان در تاجیکستان نماینده می‌شود و دارای کنسولگری افتخاری در دوشنبه است. تاجیکستان از طریق سفارت خود در مسکو، روسیه در ارمنستان نماینده می‌شود. در تاجیکستان جامعه کوچکی از ارمنی‌ها وجود دارد که بسیاری از جمعیت اصلی آن‌ها کشور را پس از فروپاشی اتحاد جماهیر شوروی و جنگ داخلی کشور را ترک کردند.

## تاریخ
باور بر این است که اولین ارمنی‌ها در دهه ۱۹۳۰ وارد تاجیکستان شده‌اند. بسیاری از تعصبات ضد ارمنی در آغاز دهه ۱۹۹۰ اتفاق افتاد، مانند شورش‌های دوشنبه ۱۹۹۰ که با شایعه ای بی اساس مبنی بر اسکان مجدد پناهجویان ارمنی در آنجا و مسکن رایگان در زمان کمبود مسکن ایجاد شد.
روابط دیپلماتیک در ۱۲ اکتبر ۱۹۹۲ برقرار شد. سند اساسی روابط دیپلماتیک، پیمان دوستی و همکاری میان جمهوری تاجیکستان و جمهوری ارمنستان بود.

## روابط فرهنگی
در حال حاضر اتحادیه فرهنگی ارمنستان، به نام جامعه ارمنی‌ها مسروب ماشتوتس در این کشور وجود دارد که در سال ۱۹۸۹ در دوشنبه تشکیل شده‌است. این مرکز به مدت ۲۰ سال توسط مربی افتخاری جمهوری شوروی سوسیالیستی تاجیکستان، تلمان گورگن ووسکانیان تأسیس و هدایت شد. یک مدرسه روزانه ارمنی در سال ۲۰۰۹ تأسیس شد.

## روابط اقتصادی
روابط اقتصادی بین تاجیکستان و ارمنستان کمیسیون بین دولتی تجارت و همکاری اقتصادی تاجیکستان و ارمنستان است. در سال ۱۹۹۴، حجم تجارت خارجی معادل ۲۳۹٬۰۰۰ دلار آمریکا بود. در سال ۲۰۰۰، مبلغ آن فقط ۱٬۰۰۰ دلار بود. در سال ۲۰۱۴، حجم تجارت بین کشورها تقریباً ۱ میلیون دلار آمریکا بوده‌است.

## بازدیدهای کشوری

### سفرهای رئیس‌جمهور از ارمنستان به تاجیکستان
- رئیس‌جمهور روبرت کوچاریان (آوریل ۲۰۰۲)[۷]
- وزیر امورخارجه وارطان اوسکانیان (آوریل ۲۰۰۳)[۸]
- رئیس‌جمهور سرژ سارگسیان (اوت ۲۰۱۱)
- رئیس‌جمهور سرژ سرکیسیان (سپتامبر ۲۰۱۵)

### سفرهای رئیس‌جمهور از تاجیکستان به ارمنستان
- رئیس‌جمهور امامعلی رحمان (۲۰۰۳)[۹]
- رئیس‌جمهور امامعلی رحمان (۲۰۰۴)[۸]
- رئیس‌جمهور امامعلی رحمان (۲۰۰۵)[۱۰]
- رئیس‌جمهور امامعلی رحمان (۲۰۱۰)
- رئیس‌جمهور امامعلی رحمان (۲۰۱۷)[۱۱][۱۲]